# Televisão em Israel

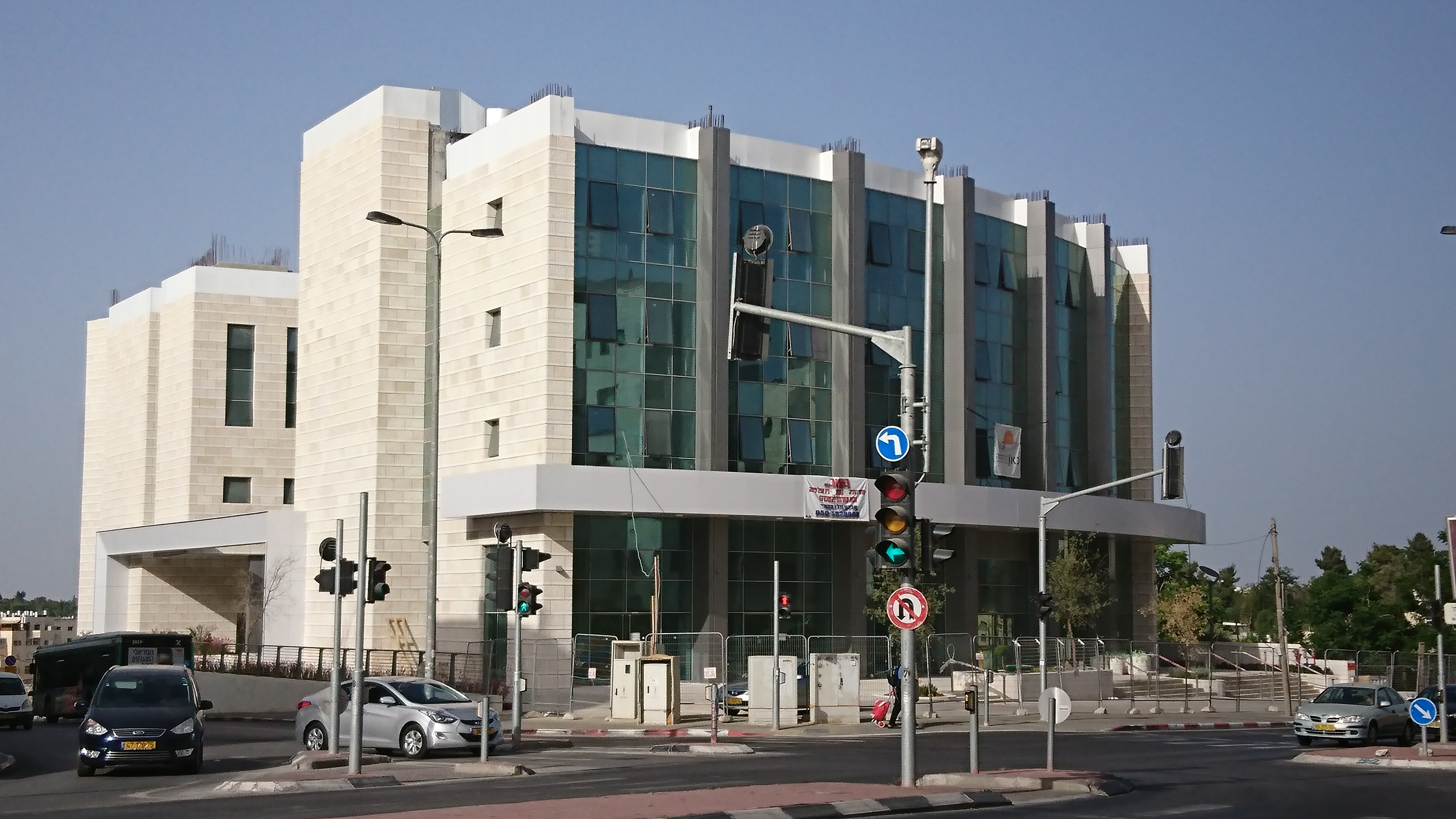
O novo edifício principal da Israeli Broadcasting Corporation em Jerusalém, inaugurado em 2017

A televisão em Israel refere-se aos serviços de radiodifusão televisiva no Estado de Israel, inaugurados em 24 de março de 1966. Inicialmente, havia um canal estatal, operado em conjunto pela Autoridade de Radiodifusão de Israel e pela Televisão Educacional de Israel. Em 1986, um segundo canal regulado pelo estado foi lançado. Este canal tornou-se um canal comercial regulado pelo Estado em 1993. Um canal comercial adicional foi introduzido em 2002, seguido pela introdução de três canais de nicho comerciais: um canal israelense de língua russa (em 2002), um canal da música popular israelense (em 2003) e um canal de língua árabe (em 2012). As transmissões de cor foram introduzidas gradualmente por volta de 1980. O serviço de televisão por cabo multicanal tornou-se disponível aos assinantes gradualmente desde 1989, embora estações de TV a cabo ilegais estivessem presentes nas grandes cidades durante os anos 80. O serviço multicanal por satélite está disponível desde 2000.
Quase 75% da população está inscrita em sistemas de TV paga que são fornecidos por um serviço a cabo chamado "HOT", ou por um serviço via satélite chamado "yes". A Israel Broadcasting Authority foi fechada em maio de 2017 e substituída pela Israeli Broadcasting Corporation como operadora dos canais de TV estatais. O Canal 2 se dividiu em dois canais diferentes em novembro de 2017, dando a cada uma das duas empresas comerciais em operação um canal próprio: o Keshet 12 e o Reshet 13.

## História

### Primeiros anos de estado
Após seu estabelecimento em maio de 1948, Israel tinha uma estação de rádio, dirigida diretamente pelo governo, que era uma continuação da estação de rádio hebraica do Mandato Britânico. Os primeiros governos, chefiados por David Ben Gurion, não favoreceram o estabelecimento de emissoras de TV. No entanto, o governo israelense discutiu a ideia de usar a televisão como ferramenta instrucional e educacional em 1952 e 1955. Em 1961, o governo israelense pediu à UNESCO que desse sua opinião, que era a favor do uso da televisão para fins educacionais. No início da década de 1960, transmissões de televisão do vizinho Egito, Líbano e Chipre gradualmente se tornaram disponíveis para os israelenses através de aparelhos de TV que eram colocados em locais públicos, como cafés. Como eram principalmente em árabe, essas transmissões eram populares entre os árabes israelenses. Isso levantou a preocupação do governo com a propaganda anti-Israel que poderia ser incluída neles. Quando Levi Eshkol assumiu o poder como primeiro-ministro em junho de 1963, ele começou a promover o estabelecimento de um canal de TV israelense. Em 1964, ele convidou uma equipe de especialistas da União Europeia de Radiodifusão para apresentar suas recomendações. Em 1965, a Autoridade de Radiodifusão de Israel foi estabelecida com o objetivo de distanciar o governo das decisões gerenciais e editoriais diárias da estação de rádio estatal. O governo também aprovou uma resolução afirmando que este novo órgão começará as transmissões de TV dentro de dois anos.

### Inauguração

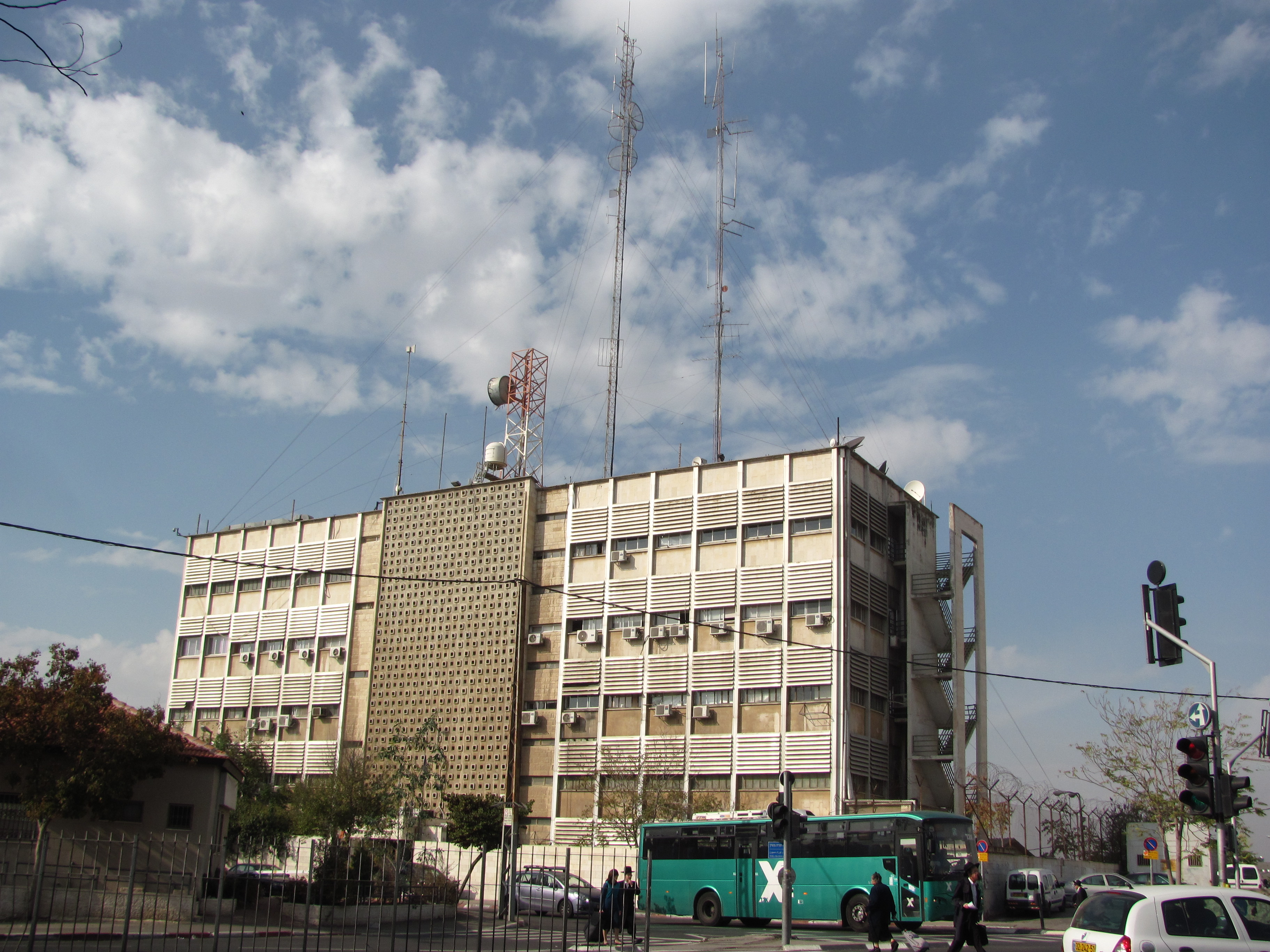
Antigo edifício israelense de televisão em Romama, Jerusalém, que costumava ser o edifício principal do Canal 1 de Israel até 10 de maio de 2017

A televisão em Israel foi finalmente introduzida em 24 de março de 1966, embora não pela IBA, mas sim pela Televisão Educativa de Israel, que foi financiada pela Fundação Rothschild e atuou como parte do Ministério da Educação. As primeiras transmissões foram aulas para estudantes de várias disciplinas, filmadas em preto e branco, e destinado a ser recebido por 32 escolas em todo o país. A Autoridade de Radiodifusão de Israel lançou as transmissões públicas regulares em 2 de maio de 1968, por ocasião do Dia da Independência de Israel.

### Transmissões a cores
A televisão israelense começou a funcionar quando estações americanas e europeias estavam mudando para transmissões em cores em larga escala, mas as estações controladas por Israel transmitiam apenas em preto e branco. De acordo com Arnon Zuckerman, chefe do departamento de televisão do IBA de 1973 a março de 1979, a primeira-ministra israelense Golda Meir descreveu a televisão em cores como "artificial" e desnecessária. Yair Lapid, filho de Tommy Lapid, diretor geral da IBA de abril de 1979 a março de 1984, afirmou que a IBA tinha o equipamento para filmar e transmitir em cores por quase uma década antes de colocá-lo em uso, e a introdução de transmissões coloridas foi interrompida a pressão política.
Os noticiários e outras produções regulares foram filmados usando câmeras em preto e branco. No entanto, muitas produções especiais encomendadas de estúdios privados israelenses (em particular, Herzliya Studios) foram filmadas e gravadas em cores. Além disso, a televisão israelense comprou os direitos de muitas séries de TV e filmes americanos e britânicos (transmitidos com legendas hebraico-árabe). O resultado foi uma mistura de transmissões em cores e em preto e branco, o que encorajou os traders a importar televisores coloridos, especialmente quando as emissoras de TV da vizinha Jordânia e Egito começaram as transmissões de cores em 1974.
O governo israelense considerou a importação de televisores a cores como um luxo frívolo que aumentaria as brechas sociais. Portanto, o governo ordenou que a IBA e a IETV apagassem a cor das transmissões gravadas em cores, apagando o sinal de "fase de estouro". O sinal "danificado" acionou o mecanismo "assassino de cores", instalado em televisores coloridos para evitar o aparecimento de manchas incidentais de cor na tela quando filmes em preto-e-branco são transmitidos ou quando a recepção é perturbada. Este método foi chamado mekhikon (hebraico: מחיקון), e logo após sua introdução, foram oferecidos aparelhos de TV especiais com um dispositivo anti-mekhikon (hebraico: אנטי-מחיקון). Este dispositivo reinstalou o sinal da fase de rajada de acordo com vários padrões conhecidos. O cliente teve que ligar um interruptor até que as imagens na tela aparecessem em cores naturais. Segundo um relatório em Yediot Aharonot de janeiro de 1979, os clientes tinham que manipular o interruptor a cada 15 minutos, em média, em condições normais, ou até 10 vezes por hora, quando ocorriam problemas especiais, a fim de restaurar cores naturais ou se a imagem subitamente se tornasse preto e branco.
Baseado em informações de donos de lojas de eletrodomésticos, o relatório estimou que 90% daqueles que compraram televisores coloridos também compraram o dispositivo anti-mekhikon, cujo preço variava entre 2.500 e 4.000 lirot israelenses (o próprio aparelho custava 40-50 mil). lirot).
O governo israelense permitiu transmissões de cor pela IBA em novembro de 1977, quando o IBA forneceu cobertura em cores vivas da visita histórica do presidente egípcio, Anwar El Sadat, a Israel. Esta transmissão foi enviada via satélite para estações em todo o mundo. Em março de 1979, o IBA sediou o Festival Eurovisão da Canção, e mais uma vez enviou a transmissão ao vivo em cores para estações ao redor do mundo.
A pressão da opinião pública sobre a questão das transmissões de cores aumentou e, em 1981, a IBA e a IETV puderam filmar suas próprias produções regulares em cores. Esse processo levou mais de dois anos e chegou ao último trecho em 16 de fevereiro de 1983, quando o principal noticiário diário foi transmitido em cores pela primeira vez. Segundo o livro de Lapid, esse primeiro noticiário em cores foi preparado secretamente por alguns "trabalhadores entusiastas" do IBA, a fim de evitar ações industriais por parte do sindicato dos técnicos, que exigiam salários mais altos para operar equipamentos de cor. Lapid também menciona que o sistema anti-mekhikon custava ao IBA 180 milhões de liras israelenses por ano (aproximadamente 64 milhões de shekels israelenses em 2011). A IBA parou de transmitir em preto e branco em 10 de maio de 1983.

### Segundo canal
Em 1978, o governo israelense nomeou um comitê especial para explorar o estabelecimento de um segundo canal que não estaria sob a supervisão da IBA e seria financiado por publicidade, entretanto a ideia de televisão comercial foi rejeitada por alguns partidos na coalizão governista. Em 7 de outubro de 1986, o Prof. Amnon Rubinstein, então Ministro das Comunicações de Israel, ordenou o início de "transmissões experimentais" em um segundo canal, alegando que a menos que essas transmissões começassem, as frequências teriam sido usadas por redes de TV em países vizinhos. As primeiras transmissões foram transmitidas no canal UHF 21 da torre de transmissão Mount Eitanim, situada nas colinas a oeste de Jerusalém. Essas transmissões, que inicialmente incluíam de 2 a 3 horas de videoclipes todas as noites e transmitiam de um estúdio de TV privado em Jerusalém, expandiram-se gradualmente para incluir uma programação completa de programas. Nessa etapa, o IBA era legalmente responsável pelo canal, mas na verdade o via como uma competição inesperada, tentava impedir sua inauguração e relutava em assumir a responsabilidade por suas transmissões. Em 1986, o Knesset começou a discutir a lei formando a Segunda Autoridade Israelense de Radiodifusão, que foi finalmente aprovada em 1990. Esse novo órgão assumiu a responsabilidade pelo segundo canal a partir deste ano. De 1990 a 1993, a Segunda Autoridade de Radiodifusão reviu propostas de empresas comerciais para estabelecer as transmissões comerciais regulares do segundo canal, que começou em 4 de novembro de 1993. O segundo canal foi oficialmente entregue a três concessionárias, iniciando as primeiras transmissões comerciais em Israel, com IETV como o quarto radiodifusor que tinha direito, por lei, para horas adicionais neste canal como uma entidade comercial.

### Serviços multicanais
Transmissões de televisão pirateadas via cabos se tornaram muito populares nas principais cidades de Israel durante o final dos anos 80. Estas eram geralmente estações de televisão a cabo locais, transmitindo ilegalmente de casas particulares para assinantes, principalmente filmes lançados em fitas de vídeo. Essas estações locais desapareceram com a introdução da televisão a cabo regulada em 1989. Em meados de 1994, cerca de 720.000 residências israelenses estavam conectadas à televisão a cabo.
A televisão por satélite foi introduzida em Israel em 2000.

## Padrões técnicos
De um modo geral, a maioria dos canais de distribuição de televisão em Israel utiliza a família de padrões de DVB (European Digital Video Broadcasting).
- O provedor de TV a cabo israelense, HOT, usa o DVB-C.
- O fornecedor de televisão por satélite israelita, yes, utiliza DVB-S e DVB-S2
- A televisão digital terrestre é transmitida usando DVB-T (com compressão MPEG-4) com DVB-T2 em transmissões experimentais desde 2015, principalmente na área de Tel Aviv e no centro de Israel, incluindo o IBA-1 HD. A data de introdução regular dos serviços de HDTV no serviço Idan Plus ainda é desconhecida.
- As transmissões de televisão terrestre analógica foram desligadas entre 30 de março de 2011 e 13 de junho de 2011. Elas foram operadas usando o padrão de cores PAL.
- A empresa de TV israelense usa OTT

### Televisão digital terrestre
Em agosto de 2009, Israel lançou transmissões terrestres digitais com a intenção de eliminar gradualmente a transmissão analógica. Israel encerrou os serviços de televisão analógica em 13 de junho de 2011; a primeira nação do Oriente Médio a abandonar a transmissão analógica por via aérea. No estágio inicial, havia apenas transmissão de mux único no SFN com cinco canais e, posteriormente, um sexto canal de TV foi adicionado e também uma seleção de estações de rádio públicas e regionais. Em meados de 2017, um mux adicional foi introduzido com cinco novos canais de TV no padrão DVB-T2, incluindo o canal hebraico "Kan 11" da IPBC em HD.

## Idiomas
A televisão israelense transmite principalmente em hebraico e inglês. Enquanto o hebraico é a linguagem comum de comunicação, numerosos programas e séries de diferentes gêneros são comprados de países de língua inglesa. A menos que o público-alvo seja crianças pré-escolares, a legendagem em hebraico é preferível à dublagem, não apenas por considerações econômicas. A legendagem é frequentemente bilíngue, o idioma secundário é o árabe ou o russo. A estatal Israel Broadcasting Authority (IBA) tem um departamento de árabe que transmite notícias, talk shows, programas educacionais para crianças e filmes egípcios no canal 33 da IBA. A partir de 15 de maio de 2017, o canal árabe é operado pela Israel Public Broadcasting Corporation. O departamento de inglês da IBA transmite um noticiário diário produzido localmente. Os canais comerciais são obrigados a transmitir uma parte de seus programas em árabe e russo, ou, alternativamente, traduzir programas para esses idiomas. Há também uma obrigação legal em todos os canais de traduzir alguns dos seus noticiários para a Língua de Sinais de Israel.
Em 2002, foi lançado um canal comercial de língua russa israelense, chamado Israel Plus. Um canal similar em árabe começou a ser transmitido em março de 2012, depois de várias tentativas de estabelecê-lo. O primeiro lance para o estabelecimento deste canal foi publicado em 1995, mas cancelado por problemas legais formais. Em janeiro de 2003, uma nova licitação foi publicada, mas a empresa vencedora não cumpriu suas obrigações financeiras. Uma proposta final modificada foi publicada em 14 de abril de 2010, para a qual oito empresas competiram. A Halla TV Company foi selecionada em setembro de 2011.

## Estações gerenciadas pelo estado
- KAN 11 (substituiu o canal 1 e o canal 1 HD desde 15 de maio de 2017)
- MAKAN 33 (substituiu o canal 33 desde 15 de maio de 2017)
- Televisão Educativa Israelense (Canal 23)
- Canal Knesset (Canal do Parlamento; suas operações são terceirizadas para empresas privadas por meio de licitação competitiva)

## Estações público-comerciais
- Keshet 12 (substituiu o canal 2 desde 1º de novembro de 2017)
- Reshet 13 (substituiu o canal 2 desde 1º de novembro de 2017)
- Canal 10
- Canal 20
- Music 24 (música e videoclipes israelenses), disponível apenas via Sim (TV via satélite) e Hot (TV a cabo), ambos sistemas de TV paga.
- Israel Plus, em russo, disponível apenas via Sim (TV via satélite) e Hot (TV a cabo), ambos sistemas de TV por assinatura.
- Israel Plus International, em russo, versão de exportação do canal local
- Hala TV (canal de língua árabe israelense), disponível apenas via Sim (TV via satélite) e Hot (TV a cabo), ambos os sistemas de TV por assinatura

## Canais mais vistos
Audiência no horário nobre, janeiro a junho de 2012:
| Posição | Canal      | Grupo  | Audiência total (%) |
| ------- | ---------- | ------ | ------------------- |
| 1       | Channel 2  | Keshet | 26.2%               |
| 2       | Channel 2  | Reshet | 18.3%               |
| 3       | Channel 10 |        | 7.7%                |